# Worms Blast
Worms blast är ett pusselspel som använder sig av Worms-karaktärerna. I spelet styr spelaren en mask med en bazooka i en båt. Från båten ska spelaren skjuta ner små runda saker i olika färger och ta vapenlådor för att kunna få andra vapen.